# Underneath It All
«Underneath It All» es una canción interpretada por la banda estadounidense No Doubt —en colaboración con la cantante jamaicana Lady Saw— e incluida en su quinto álbum de estudio, Rock Steady (2001). Fue compuesta por Gwen Stefani y David A. Stewart y producida por la banda y Sly and Robbie. La compañía Interscope Records la publicó como el tercer sencillo del disco el 3 de septiembre de 2002. Fue grabada en estudios de Londres (Inglaterra) y Port Antonio y Kingston, en Jamaica. De géneros ska y reggae, la letra de «Underneath It All» describe y trata sobre, según la crítica, la relación de Stefani con su entonces novio, el músico Gavin Rossdale.
En términos generales, «Underneath It All» recibió reseñas variadas de los críticos musicales, aunque elogiaron la colaboración con Lady Saw. Asimismo, ganó el premio Grammy a la mejor interpretación vocal pop por un dúo o grupo. Desde el punto de vista comercial, llegó a la primera posición en la lista estadounidense Pop Songs y a la tercera en la Billboard Hot 100, mientras que en los conteos Adult Pop Songs y Top 40 Tracks ocupó el segundo lugar. No obstante, en el resto de los países solo alcanzó los diez primeros en Nueva Zelanda, en el octavo puesto. Para el videoclip, dirigido por Sophie Muller y Logan, se usó la pantalla azul y las imágenes generadas por computadoras para la escena en la que No Doubt pasea en bicicleta por las calles de Jamaica. Recibió dos nominaciones a los MTV Video Music Awards 2003, en las categorías de mejor vídeo pop y mejor cinematografía.

## Grabación y concepción
Gwen Stefani y David A. Stewart compusieron originalmente «Underneath It All» durante la visita de la cantante a su entonces novio Gavin Rossdale en Londres, Inglaterra. Ambos utilizaron samples de cuerdas para componerla en solo diez minutos. El tema fue grabado en tres estudios diferentes: en 7 Disis London, Londres, Inglaterra, mientras que los demás en los estudios Geejam, en Port Antonio y One Pop, en Kingston, ambos en Jamaica. Mark «Spike» Stent la mezcló en los estudios Olympic de Londres, mientras que Brian «Big Bass» Gardner la masterizó en Bernie Grundman Mastering, Hollywood, California. Rory Baker y Tkae Mendez se encargaron de la ingeniería, mientras que Brian y Wayne Jobson de la producción ejecutiva. En cuanto a los instrumentos utilizados, Robbie Shakespeare tocó el bajo, Gabrial McNair el clarinete y el trombón, y Andy Potts, Django Stewart y Tony Kanal se encargaron del saxofón. La compañía discográfica Interscope Records publicó mundialmente «Underneath It All» como el tercer sencillo del quinto álbum de estudio de la banda, Rock Steady, el 3 de septiembre de 2002. Fue incluida en la banda sonora de la película 50 First Dates (2004). Asimismo, «Underneath It All» figuró en el álbum recopilatorio de la banda, The Singles 1992-2003, como así también en la caja recopilatoria Boom Box.
La canción describe la relación de Stefani con Rossdale, y la línea «You're really lovely underneath it all» —«Eres realmente agradable debajo de todo»— proviene de una entrada de un diario que la artista escribió después de pasar un día en el parque con Rossdale. Al respecto, la cantante comentó: «Estaba en el parque con Gavin y había estado guardando un diario. Estábamos tan enamorados, y escribí esa línea. Ya sabes, como "después de toda la mierda que hemos pasado, eres una persona realmente buena. Pienso realmente que yo podría ser tú"». El guitarrista Tom Dumont afirmó que la experiencia de Stewart les ayudó a mantener la canción simple, porque «tendría una manera de idear esos cambios de acordes». Cuando la banda estaba trabajando en el álbum en Jamaica, los productores del tema, Sly and Robbie, llamaron a la cantante de dancehall Lady Saw para contribuir con un toasting. Tras escuchar la pista, Saw escribió y grabó su parte en el acto.

## Composición

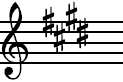
«Underneath It All» está compuesta en la tonalidad de mi mayor.

«Underneath It All» es una canción perteneciente a los géneros ska y reggae. De acuerdo con la partitura publicada en Musicnotes por EMI Music Publishing, está compuesta en el compás de tiempo común, en la tonalidad de mi mayor, con un tempo de 69 pulsaciones por minuto. Stefani evita el vibrato vocal pesado que utiliza a menudo. Asimismo, su registro vocal se extiende una octava y media, desde fa♯3 a si4.
«Underneath It All» inicia con una línea hablada por Bob Clarke como si se escuchase en la radio. Los versos utilizan una progresión armónica simple de I-vi, alternando entre un acorde de primera inversión de mi mayor y uno de segunda inversión de do♯ menor, tocando en los off-beats y cambiando a una progresión de IV-iii. Cada verso es seguido por el estribillo, que utiliza una progresión I-IV-V-IV. Después del puente, Lady Saw realiza su toasting. Stefani entonces canta el estribillo dos veces, y Clarke cierra la canción después de que la artista repite la línea «Mm mm mm underneath it all» cuatro veces. Jenni Haygood de Orlando Sentinel la describió como una «balada de amor». Según Sal Cinquemani de Slant Magazine, la letra de Gwen es todavía personal, «solo que el foco ya no es para Tony Kanal, sino para su futuro esposo Gavin Rossdale». El sitio web Ultimate Guitar Archive indicó que el tema es acerca de que si Gavin es o no su pareja correcta. En otra opinión, Denise Duval de Common Sense Media sostuvo que se refiere a amar a un chico malo.

## Recepción

### Crítica
En términos generales, «Underneath It All» recibió reseñas variadas de los críticos musicales. Rob Scheffield de Rolling Stone encontró su sonido ska y el cuestionamiento de Stefani de si Rossdale es su alma gemela cansado. Lisa Oliver de LAUNCHcast acordó que el ritmo era uno de esos que Sly and Robbie pueden hacer en su sueño, pero agregó que la canción «mantiene su toque moderno gracias al rap refrescante de Lady Saw». Kitty Empire, escribiendo para NME, también otorgó una respuesta positiva al toast de Saw, e indicó que «hace un trabajo excelente calentando todo el azúcar». Por su parte, Colleen Delaney de la revista Stylus estaba contento con la interpretación de Stefani en la canción, y afirmó que «deja su voz manejar suavemente sobre la melodía, empujada a lo largo de los suaves tambores metálicos en el fondo». Eden Miller de PopMatters sostuvo que No Doubt no tiene miedo de trabajar con nuevas ideas, pero el dancehall de «Underneath It All» era «fracasado» y «descuidado». Por otro lado, Sal Cinquemani de Slant Magazine dijo que «Underneat It All», junto con «Running», suenan como sobras súper pulidas de Saturn (2000). En una reseña más negativa, el sitio web Ultimate Guitar Archive indicó que su letra era «pobre», pero valoró que «la cantidad de guitarras salvó a la canción de ser estúpida». Por otro lado, Denise Duval de Common Sense Media comentó que el tema se siente como la vieja escuela de No Doubt. Joe Costa de Sputnikmusic dijo que era digno de reconocimiento. Asimismo, elogió la incorporación de Lady Saw en el tema, e indicó que agrega algunas armonías «excelentes». Concluyó que «mientras "Underneath It All" puede que no sea el sencillo por excelencia de No Doubt, es una canción interesante y muestra que todavía tiene una pizca de originalidad en ellos». Por último, Ganda Suthivarakom de la mayor librería de los Estados Unidos, Barnes & Noble, afirmó que «Stefani atrae dulcemente y arrulla en la balada optimista y con sabor a reggae, "Underneath It All". El bombón rubio todavía no tiene problemas en divulgar los secretos de su vida personal, pero esta vez, mantiene el asunto más ligero que en el decepcionante Saturn (2000)». En la ceremonia de 2004 de los premios Grammy, No Doubt ganó el premio a la mejor interpretación vocal pop por un dúo o grupo, gracias a este tema.

### Comercial
Comercialmente, «Underneath It All» alcanzó una recepción moderada en el mundo. En los Estados Unidos, debutó en el puesto número sesenta y cuatro de la lista Billboard Hot 100, el 31 de agosto de 2002. En su quinta semana, ocupó los primeros diez puestos, en el número ocho, y cinco ediciones después, el 23 de noviembre, alcanzó su máxima posición, en el número tres. Permaneció en esa posición por dos semanas consecutivas. Asimismo, obtuvo una buena recepción en las listas Pop, Adult Pop Songs, Top 40 Tracks y Radio Songs, donde alcanzó la primera, segunda y cuarta posición, respectivamente. Por último, alcanzó los treinta primeros en los conteos Tropical Songs y Hot Adult Contemporary Tracks, y los cuarenta lugares en el Latin Pop Songs y Rhythmic Top 40.
En Europa, su recibimiento comercial fue moderado a lo bajo. En Nueva Zelanda, debutó en la casilla número cuarenta y nueve, el 29 de septiembre de 2002, y tras seis ediciones, ocupó el número ocho, donde permaneció en esa posición por dos semanas consecutivas, mientras que, en total, por diecisiete. Por otro lado, en el Reino Unido, debutó y alcanzó la decimoctava posición, mientras que en la región Flamenca, la decimotercera. Ocupó las cuarenta posiciones principales en las listas de Australia, Austria y Suecia, y los sesenta en Alemania y Suiza. Finalmente, llegó al número setenta y uno en Francia, el 26 de abril de 2003.

## Presentación en vivo y vídeo musical
| «Fue algo difícil hacer un vídeo para esta canción, ya que es más de una letra personal. Quería hacer algo muy simple. Solo se centran en su discurso a la cámara. Es muy sencillo. Es una canción muy dulce, por eso he querido hacer "Underneath It All" un poco menos inocente, por eso surgió la idea de hacer algo sexual. Pensé que sería una manera interesante y de buen gusto para Gwen realizar el vídeo». —Sophie Muller hablando sobre el vídeo musical de «Underneath It All». |

Como parte de la promoción de Rock Steady, No Doubt interpretó «Underneath It All» en la gira homónima, donde también fue incluida en el DVD de la misma, Rock Steady Live. El vídeo musical que acompañó a la canción fue dirigido por Sophie Muller y Logan. La directora quería añadir más temas sexuales a la mirada del vídeo para contrastar con la inocencia de la letra de la canción. La idea original era mostrar a Stefani con intenso maquillaje, «realmente hecha como una stripper», y tener que quitarse toda su ropa durante el vídeo. Muller encontró que esto lo complicaba demasiado, por lo que cada secuencia muestra a Stefani con progresivamente menos maquillaje en su lugar. Asimismo, decidió utilizar un diseño con colores brillantes, como el naranja, el verde limón y el rosa, y el contraste se incrementó en Sinfonía en posproducción. La escena de la bicicleta era para mostrar originalmente las imágenes que la banda había rodado durante la grabación en Jamaica, puesto que Stefani quería incluir un tema jamaicano. En cambio, la escena fue creada por los miembros de la banda, filmado en una placa giratoria de tres metros delante de una pantalla azul. Las pistas fueron usadas para filmar a dos miembros montando cada uno al lado de otro, y Logan utilizó las imágenes generadas por computadora para mostrar a toda la banda en Jamaica.
El vídeo inicia con una secuencia de Stefani, como se muestra en la portada del sencillo en CD, quitándose varias piezas de ropa y posteriormente acostada en una cama. Después de una escena con la cantante frente a un corazón blanco con rosas, el bajista Tony Kanal y el baterista Adrian Young juegan al baloncesto mientras Stefani se coloca contra la pared. La artista se muestra entonces contra un cielo brillante, seguido de una escena de la banda andando en bicicleta durante el toast de Lady Saw. El vídeo finaliza con una escena de Stefani saltando en una cama en ropa interior blanca y sin maquillaje. Su recepción fue un éxito en los canales de vídeo. El 7 de octubre de 2002 debutó en el puesto número diez en el programa de televisión de MTV, Total Request Live. Alcanzó su máxima posición en el número cinco, el 24 del mismo mes, y permaneció en el programa por veinticuatro días. En los MTV Video Music Awards 2003, «Underneath It All» obtuvo dos nominaciones, en las categorías de mejor vídeo pop y mejor cinematografía, pero perdió ante «Cry Me a River» de Justin Timberlake y la versión de «Hurt» de Johnny Cash.

## Lista de canciones
| Maxisencillo |                                                    |          |  |
| N.º          | Título                                             | Duración |  |
| 1.           | «Underneath It All» (versión del álbum)            | 5:05     |  |
| 2.           | «Underneath It All» (Radio 1Live Acoustic Version) | 3:44     |  |
| 3.           | «Underneath It All» (Radio 1Live Acoustic Version) | 3:33     |  |
| 4.           | «Underneath It All» (vídeo musical)                | 4:17     |  |

| Sencillo de dos pistas |                                                    |          |  |
| N.º                    | Título                                             | Duración |  |
| 1.                     | «Underneath It All» (versión del álbum)            | 5:05     |  |
| 2.                     | «Underneath It All» (Radio 1Live Acoustic Version) | 3:46     |  |

## Posicionamiento en listas
| País (Lista 2002—2003)                         | Mejor posición |
| ---------------------------------------------- | -------------- |
| Alemania                                       | 42             |
| Australia                                      | 28             |
| Austria                                        | 34             |
| Bélgica Flandes                                | 13             |
| Estados Unidos (Adult Pop Songs)               | 2              |
| Estados Unidos (Billboard Hot 100)             | 3              |
| Estados Unidos (Hot Adult Contemporary Tracks) | 27             |
| Estados Unidos (Latin Pop Songs)               | 35             |
| Estados Unidos (Pop Songs)                     | 1              |
| Estados Unidos (Radio Songs)                   | 4              |
| Estados Unidos (Rhythmic Top 40)               | 38             |
| Estados Unidos (Top 40 Tracks)                 | 2              |
| Estados Unidos (Tropical Songs)                | 23             |
| Francia                                        | 71             |
| Nueva Zelanda                                  | 8              |
| Países Bajos                                   | 49             |
| Reino Unido                                    | 18             |
| Suecia                                         | 39             |
| Suiza                                          | 54             |

## Certificaciones
| País           | Organismo certificador | Certificación | Unidades certificadas / Ventas |
| -------------- | ---------------------- | ------------- | ------------------------------ |
| Nueva Zelanda  | RIANZ                  | Oro           | 15 000                         |
| Estados Unidos | RIAA                   | Platino       | 1 000                          |

## Créditos y personal
- Composición: Gwen Stefani y David A. Stewart
- Producción: No Doubt y Sly and Robbie
- Voz: Gwen Stefani, Lady Saw y Bob Clarke (solo en la radio)
- Producción adicional: Mark «Spike» Stent
- Mezcla: Mark «Spike» Stent, en The Mix Suite, Olympic Studios, Londres, Inglaterra
- Masterización: Brian «Big Bass» Gardner, en Bernie Grundman Mastering, Hollywood, California
- Ingeniería: Rory Baker y Tkae Mendez
- Asistente de ingeniería: Toby Whalen
- Producción ejecutiva: Brian Jobson y Wayne Jobson
- Programación: Ned Douglas
- Grabación: Dan Chase, en 7 Disis London, Londres, Inglaterra; Geejam Studios, Port Antonio y One Pop Studios, Kingston, Jamaica
- Bajo: Robbie Shakespeare
- Clarinete y trombón: Gabrial McNair
- Saxofón: Andy Potts, Django Stewart y Tony Kanal

Fuentes: Discogs.